# Списък на астероиди, свързани с България
Това е списък на астероиди, открити в България или наименувани на страната или на българи.
| № и име на астероида  | Дата на откриване    | Място, на което е направено откритието               | Откриватели                                                       | Значение на името |
| --------------------- | -------------------- | ---------------------------------------------------- | ----------------------------------------------------------------- | --- |
| 785 Цветана           | 30 март 1914 г.      | Държавна обсерватория Хайделберг-Кьонигщул           | Адам Масингер                                                     | Наречен е на дъщерята Цветана на акад. Кирил Попов, първия българин, изследвал астероиди.                                                               |
| 2575 България         | 4 август 1970 г.     | Кримска астрофизическа обсерватория                  | Тамара Смирнова                                                   | Наречен е на България. |
| 2371 Димитров         | 2 ноември 1975 г.    | Кримска астрофизическа обсерватория                  | Тамара Смирнова                                                   | Наречен е на българския политик Георги Димитров. |
| 2206 Габрова          | 1 април 1976 г.      | Кримска астрофизическа обсерватория                  | Николай Черних                                                    | Открит в Деня на шегата (1 април), е наречен на град Габрово, известен като столица на хумора и сатирата.                                               |
| 2530 Шипка            | 9 юли 1978 г.        | Кримска астрофизическа обсерватория                  | Николай Черних                                                    | Наречен е на връх Шипка в Стара планина в памет на гериочната му отбрана (1877) от български и руски войски през Руско-турската война от 1877 – 1878 г. |
| 4364 Шкодров          | 7 ноември 1978 г.    | Паломарска обсерватория                              | Елеонор Хелин Шелте Бъс                                           | Наречен е на българския астроном проф. Владимир Шкодров.                                                                                                |
| 4365 Иванова          | 7 ноември 1978 г.    | Паломарска обсерватория                              | Елеонор Хелин Шелте Бъс                                           | Наречен е на българската астрономка доц. Виолета Иванова.                                                                                               |
| 3546 Атанасов         | 28 септември 1983 г. | Национална астрономическа обсерватория на връх Рожен | Елеонор Хелин Владимир Шкодров Ангелина Георгиева Виолета Иванова | Наречен е на математика от български произход Джон Атанасов, създал първия цифров електронен компютър.                                                  |
| 4477 Кели             | 28 септември 1983 г. | НАО Рожен                                            |                                                                   | |
| 4891 Блага            | 4 април 1984 г.      | НАО Рожен                                            | Владимир Шкодров Виолета Иванова                                  | Наречен е на българската поетеса Блага Димитрова. |
| 8260 Момчева          | 23 септември 1984 г. | НАО Рожен                                            |                                                                   | Наречен е на българската астрономка Ивелина Момчева, известна със своите изследвания върху гравитационните лещи и галактическите клъстъри.              |
| 14342 Иглика          | 23 септември 1984 г. | НАО Рожен                                            | Владимир Шкодров Виолета Иванова                                  | Наречен е на Иглика Манчева, чийто баща Христо Манчев е приятел на откривателите.                                                                       |
| 9732 Юхновски         | 24 септември 1984 г. | НАО Рожен                                            | Владимир Шкодров Виолета Иванова                                  | Наречен е на българския химик акад. Иван Юхновски. |
| 4400 Багряна          | 24 август 1985 г.    | НАО Рожен                                            | Владимир Шкодров Виолета Иванова                                  | Наречен е на българската поетеса Елисавета Багряна. |
| 19957 1985 QG4        | 24 август 1985 г.    | НАО Рожен                                            |                                                                   | |
| 3952 Ръселмарк        | 14 март 1986 г.      | НАО Рожен                                            |                                                                   | |
| 13498 Ал Чуризми      | 6 август 1986 г.     | НАО Рожен                                            | Ерик Валтер Елст Виолета Иванова                                  | |
| 22283 Питеас          | 6 август 1986 г.     | НАО Рожен                                            | Ерик Валтер Елст Виолета Иванова                                  | |
| 3860 Пловдив          | 8 август 1986 г.     | НАО Рожен                                            | Ерик Валтер Елст Виолета Иванова                                  | Наречен е на град Пловдив. |
| 9936 Али-Бируни       | 8 август 1986 г.     | НАО Рожен                                            | Ерик Валтер Елст Виолета Иванова                                  | |
| 4893 Сейтър           | 9 август 1986 г.     | НАО Рожен                                            | Ерик Валтер Елст Виолета Иванова                                  | |
| 5950 Леукипос         | 9 август 1986 г.     | НАО Рожен                                            | Ерик Валтер Елст Виолета Иванова                                  | |
| 24653 1986 RS5        | 3 септември 1986 г.  | НАО Рожен                                            |                                                                   | |
| 7079 Багдад           | 5 септември 1986 г.  | НАО Рожен                                            | Ерик Валтер Елст Виолета Иванова                                  | Наречен е на град Багдад. |
| 30773 Шелд            | 6 септември 1986 г.  | НАО Рожен                                            | Ерик Валтер Елст                                                  | |
| 4628 Лаплас           | 7 септември 1986 г.  | НАО Рожен                                            | Ерик Валтер Елст                                                  | Наречен е на френския математик, астроном и физик Пиер-Симон Лаплас.                                                                                    |
| 6123 Аристотел        | 19 септември 1987 г. | НАО Рожен                                            | Ерик Валтер Елст                                                  | Наречен е на древногръцкия учен Аристотел. |
| 9020 Еукрифиа         | 19 септември 1987 г. | НАО Рожен                                            | Ерик Валтер Елст                                                  | |
| 23446 1987 SJ2        | 19 септември 1987 г. | НАО Рожен                                            | Ерик Валтер Елст                                                  | |
| 3903 Климент Охридски | 20 септември 1987 г. | НАО Рожен                                            | Ерик Валтер Елст                                                  | Наречен е по повод 100-годишнината от основаването на Софийския университет „Климент Охридски“ на патрона му Климент Охридски.                          |
| 5002 Марникс          | 20 септември 1987 г. | НАО Рожен                                            | Ерик Валтер Елст                                                  | |
| 6267 Рожен            | 20 септември 1987 г. | НАО Рожен                                            | Ерик Валтер Елст Владимир Шкодров Виолета Иванова                 | Наречен е на връх Рожен в планината Родопи, край който се намира Националната астрономическа обсерватория на БАН                                        |
| 9309 Платон           | 20 септември 1987 г. | НАО Рожен                                            | Ерик Валтер Елст                                                  | Наречен е на древногръцкия учен Платон. |
| 26820 1987 SR9        | 20 септември 1987 г. | НАО Рожен                                            | Ерик Валтер Елст                                                  | |
| 11846 Верминнен       | 21 септември 1987 г. | НАО Рожен                                            | Ерик Валтер Елст                                                  | |
| 29135 1987 SZ2        | 21 септември 1987 г. | НАО Рожен                                            | Ерик Валтер Елст                                                  | |
| 30777 1987 SB3        | 21 септември 1987 г. | НАО Рожен                                            | Ерик Валтер Елст                                                  | |
| 4486 Митра            | 22 септември 1987 г. | НАО Рожен                                            | Ерик Валтер Елст Владимир Шкодров                                 | Наречен е на Митра, индо-ирански бог на светлината. |
| 10059 1988 FS2        | 21 март 1988 г.      | НАО Рожен                                            |                                                                   | |
| 11852 Шумен           | 10 септември 1988 г. | НАО Рожен                                            | Владимир Шкодров Виолета Иванова                                  | Наречен е на град Шумен и на Шуменския университет заради заслугите му в развитието на обучението по астрономия.                                        |
| 6636 Кинтанар         | 11 септември 1988 г. | НАО Рожен                                            | Владимир Шкодров                                                  | |
| 11856 Никола Бонев    | 11 септември 1988 г. | НАО Рожен                                            | Владимир Шкодров Виолета Иванова                                  | Наречен е на българския астроном акад. Никола Бонев. |
| 12246 Плиска          | 11 септември 1988 г. | НАО Рожен                                            | Виолета Иванова                                                   | Наречен е на град Плиска, столица на Първата българска държава и родно място на откривателката на астероида.                                            |
| 14839 1988 RH8        | 11 септември 1988 г. | НАО Рожен                                            | Владимир Шкодров                                                  | |
| 13930 Ташко           | 12 септември 1988 г. | НАО Рожен                                            | Виолета Иванова                                                   | Наречен е на Ташко Вълчев, астроном в НАО Рожен, загинал трагично преди защитата на докторската дисертация.                                             |
| 4102 Гергана          | 15 октомври 1988 г.  | НАО Рожен                                            | Виолета Иванова                                                   | Наречен е на племенницата Гергана Гелкова на доц. Виолета Иванова.                                                                                      |
| 4583 Луго             | 1 септември 1989 г.  | НАО Рожен                                            |                                                                   | |
| 18343 1989 TN         | 2 октомври 1989 г.   | НАО Рожен                                            | Ерик Валтер Елст                                                  | |
| 52292 Камджалов       | 10 октомври 1990 г.  | Таутенбърг                                           | Л. Шмадел Ф. Бьорнген                                             | Наречен е на българския диригент Йордан Камджалов, спечелил множество награди.                                                                          |
| 12386 Николова        | 28 октомври 1994 г.  | Национална обсерватория „Кит Пийк“                   | Spacewatch                                                        | Наречен е на българската астрономка Симона Николова. |
| 20363 Комитов         | 18 май 1998 г.       | Станция Андерсон-Меса                                | LONEOS                                                            | Наречен е на българския астроном доц. Борис Комитов, работил в Института по астрономия към БАН.                                                         |
| 20366 Бонев           | 23 май 1998 г.       | Станция Андерсон-Меса                                | LONEOS                                                            | Наречен е на Бончо П. Бонев, доцент в Католическия университет на Америка във Вашингтон, допринесъл за разбирането ни за химията на кометите.           |
| 30053 Иван Пасков     | 9 март 2000 г.       | Socorro                                              | LINEAR                                                            | Наречен е на Иван Пасков, финалист в научния конкурс Intel Science Talent Search през 2014 г.                                                           |
| 31896 Гайдаров        | 30 март 2000 г.      | Socorro                                              | LINEAR                                                            | Наречен е на Петър Гайдаров, на 2-ро място с математически проект в Intel International Science and Engineering Fair, 2015 г.                           |
| 30524 Мандушев        | 16 юни 2001 г.       | Станция Андерсон-Меса                                | LONEOS                                                            | |
| 30593 Данговски       | 16 август 2001 г.    | Socorro                                              | LINEAR                                                            | |
| 368719 Аспарух        | 25 октомври 2005 г.  | IAU A79                                              | Филип Фратев                                                      | Наречен е на Аспарух, прабългарски владетел и основател на Първата българска държава.                                                                   |
| 239203 Симеон         | 27 юли 2006 г.       | IAU A79                                              | Филип Фратев                                                      | Наречен е на Симеон I, цар на Първата българска държава.                                                                                                |
| 319519 2006 RJ        | 1 септември 2006 г.  | IAU A79                                              | Филип Фратев                                                      | |
| 204831 Левски         | 14 август 2007 г.    | Обсерватория „Звездно общество“ (IAU A79)            | Филип Фратев                                                      | Наречен е на българския революционер Васил Левски. |
| 236785 Хилендарски    | 15 август 2007 г.    | IAU A79                                              | Филип Фратев                                                      | Наречен е на Паисий Хилендарски, български народен будител и духовник, автор на „История славянобългарска“.                                             |
| 343743 Кюркчиева      | 5 септември 2008 г.  | Национална обсерватория „Кит Пийк“                   | Spacewatch                                                        | Наречен е на българската астрономка проф. дфн Диана Кюркчиева в Шуменския университет.                                                                  |
| 295908 2008 WN96      | 30 ноември 2008 г.   | IAU A79                                              | Филип Фратев                                                      | |
| 225232 Кирчева        | 21 юли 2009 г.       | Обсерватория „Звездно общество“ (IAU A79)            | Филип Фратев                                                      | |
| 274821 2009 OW2       | 21 юли 2009 г.       |                                                      | Филип Фратев                                                      | |
| 225238 Христо Ботев   | 17 август 2009 г.    | Обсерватория „Звездно общество“ (IAU A79)            | Филип Фратев                                                      | Наречен е на българския революционер Христо Ботев. |
| 375722 2009 QK32      | 25 август 2009 г.    | IAU A79                                              | Филип Фратев                                                      | |
| 264033 Борис-Михаил   | 26 август 2009 г.    | IAU A79                                              | Филип Фратев                                                      | Наречен е на Борис I, цар на Първата българска държава.                                                                                                 |
| 321429 2009 QL34      | 26 август 2009 г.    | IAU A79                                              | Филип Фратев                                                      | |
| 225249 2009 QT33      | 26 август 2009 г.    | Обсерватория „Звездно общество“ (IAU A79)            |                                                                   | |
| 470964 2009 QU33      | 27 август 2009 г.    | IAU A79                                              | Филип Фратев                                                      | |
| 362275 2009 QU34      | 28 август 2009 г.    | IAU A79                                              | Филип Фратев                                                      | |
| 328803 2009 VH42      | 13 ноември 2009 г.   | IAU A79                                              | Филип Фратев                                                      | |
| 279252 2009 VU44      | 14 ноември 2009 г.   | IAU A79                                              | Филип Фратев                                                      | |
| 269548 2009 WR        | 16 ноември 2009 г.   | IAU A79                                              | Филип Фратев                                                      | |
| 425235 2009 WZ5       | 18 ноември 2009 г.   | IAU A79                                              | Филип Фратев                                                      | |
| 432361 Раковски       | 20 ноември 2009 г.   | IAU A79                                              | Филип Фратев                                                      | Наречен е на българския революционер и възрожденец Георги Раковски.                                                                                     |
| 445308 2010 ET20      | 7 март 2010 г.       | IAU A79                                              | Филип Фратев                                                      | |
| 241558 2010 GN33      | 9 април 2010 г.      | Обсерватория „Звездно общество“ (IAU A79)            | Филип Фратев                                                      | |
| 386820 2010 GK33      | 10 април 2010 г.     | IAU A79                                              | Филип Фратев                                                      | |
| 312718 2010 RG44      | 6 септември 2010 г.  | IAU A79                                              | Филип Фратев                                                      | |
| 365603 2010 TL174     | 10 октомври 2010 г.  | IAU A79                                              | Филип Фратев                                                      | |